# Вирхиния Маэстро
Вирхиния Маэстро Диас (es:Virginia Maestro Díaz; 29 сентября 1982 г., Линарес, Испания) —  испанская певица, одержавшая победу в Operación Triunfo 2008 (испанская версия шоу «Фабрика звёзд»), а затем присоединившаяся к группе Labuat. Вирхиния так же известна под псевдонимом Virginia Labuat.

## Биография
В возрасте 12 лет Вирхиния начала играть на гитаре, этому её научила сестра. Позднее она начала петь и стала участницей проекта Operación Triunfo (испанская версия шоу «Фабрика звёзд». В 2008 году она выиграла в Operación Triunfo и присоединилась к Labuat. Находилась в группе Labuat в качестве солистки с 2008 по 2010 годы.
В 2010 Вирхиния попрощалась с группой Labuat и начала сольную карьеру. Вирхиния спела больше 30 песен.

## Дискография
Её первая песня — "Soy Tu Aire".
Альбомы:
- Labuat (2009)
- Dulce Hogar (2011)
- Out Of The Blue (2012)
- Night & Day (2013)
- Blue Bird (2015)